# Billie Jean King
Billie Jean King (dekliški priimek Moffitt), ameriška tenisačica, * 22. november 1943, Long Beach, Kalifornija, ZDA.
Billie Jean King je ena najboljših tenisačic vseh časov, saj je osvojila 12 posamičnih turnirjev za Grand Slam, 16 med ženskimi dvojicami in 11 med mešanimi dvojicami, šestkrat pa je bila ob koncu leta vodilna na ženski teniški lestvici. Skupno je osvojila 129 turnirskih zmag v posamični konkurenci, od tega 84 v eri Odprtih prvenstev. V posamični konkurenci je po enkrat osvojila Odprto prvenstvo Avstralije in Odprto prvenstvo Francije, šestkrat Odprto prvenstvo Anglije in štirikrat Odprto prvenstvo ZDA. V konkurenci ženskih in mešanih dvojic ji ni uspelo osvojiti le Odprtega prvenstva Avstralije med ženskami dvojicami, kjer je dvakrat izgubila v finalu.
Kingova je bila tudi borka proti seksizmu v športu in družbi. Leta 1973 je v Bitki spolov premagala Bobbyja Riggsa, nekdanjega posamičnega zmagovalca Odprtega prvenstva Anglije in dvakrat Odprtega prvenstva ZDA, v dvoboju za 100.000 $. Ustanovila je organizacijo profesionalnih tenisačic WTA, Žensko športno fundacijo, ob tem pa je še lastnica World Team Tennis, ki so jo ustanovili njen nekdanji mož Larry King, Dennis Murphy, Frank Barman, and Jordan Kaiser.

## Finali Grand Slamov (18)

### Zmage (12)
| Leto | Turnir                       | Nasprotnica v finalu | Rezultat finala |
| 1966 | Prvenstvo Anglije (1)        | Maria Bueno          | 6–3, 3–6, 6–1   |
| 1967 | Prvenstvo Anglije (2)        | Ann Haydon Jones     | 6–3, 6–4        |
| 1967 | Nacionalno prvenstvo ZDA (1) | Ann Haydon Jones     | 11–9, 6–4       |
| 1968 | Prvenstvo Avstralije (1)     | Margaret Court       | 6–1, 6–2        |
| 1968 | Odprto prvenstvo Anglije (3) | Judy Tegart Dalton   | 9–7, 7–5        |
| 1971 | Odprto prvenstvo ZDA (2)     | Rosemary Casals      | 6–4, 7–6        |
| 1972 | Odprto prvenstvo Francije    | Evonne Goolagong     | 6–3, 6–3        |
| 1972 | Odprto prvenstvo Anglije (4) | Evonne Goolagong     | 6–3, 6–3        |
| 1972 | Odprto prvenstvo ZDA(3)      | Kerry Melville Reid  | 6–3, 7–5        |
| 1973 | Odprto prvenstvo Anglije (5) | Chris Evert          | 6–0, 7–5        |
| 1974 | Odprto prvenstvo ZDA (4)     | Evonne Goolagong     | 3–6, 6–3, 7–5   |
| 1975 | Odprto prvenstvo Anglije (6) | Evonne Goolagong     | 6–0, 6–1        |

### Porazi (6)
| Leto | Turnir                       | Nasprotnica v finalu | Rezultat finala |
| 1963 | Prvenstvo Anglije            | Margaret Court       | 6–3, 6–4        |
| 1965 | Nacionalno prvenstvo ZDA     | Margaret Court       | 8–6, 7–5        |
| 1968 | Odprto prvenstvo ZDA (2)     | Virginia Wade        | 6–4, 6–2        |
| 1969 | Odprto prvenstvo Avstralije  | Margaret Court       | 6–4, 6–1        |
| 1969 | Odprto prvenstvo Anglije (3) | Ann Haydon Jones     | 3–6, 6–3, 6–2   |
| 1970 | Odprto prvenstvo Anglije (4) | Margaret Court       | 14–12, 11–9     |